# Boris Valníček
Boris Valníček (11. dubna 1927 Jičín, Československo – 29. září 2021) byl český astrofyzik, astronom, vědec, popularizátor vědy v oblasti astronomie a astrofyziky, zakladatel a lídr československého kosmického výzkumu a československé rentgenové astronomie a nositel řady státních a rezortních vyznamenání a veterán odboje druhé světové války.

## Život
Boris Valníček se narodil 11. dubna 1927 v Jičíně v tehdejším Československu. Jeho otec Jan Valníček byl bývalý československý legionář, který působil v Rusku (kde se také seznámil se svou ženou a matkou Borise Valníčka Jekaterinou) a povolání vojáka se věnoval i po konci první světové války, kdy kolem roku 1930 nastoupil službu ve Vojenském technickém ústavu v Praze. Rodina se poté odstěhovala do Prahy, kde Boris maturoval na Reálném gymnáziu v Karlíně a v období druhé světové války, mezi léty 1943 až 1945, působil v domácím odboji ve skupině Předvoj.
Mezi léty 1946–1950 vystudoval meteorologii a experimentální fyziku na Přírodovědecké fakultě Karlovy univerzity. V roce 1950 nastoupil do Astronomického ústavu ČSAV, kde se původně zabýval meteorologií a dlouhodobými změnami počasí, nicméně posléze se začal zabývat prací v oblasti sluneční fyziky a v roce 1953 obhájil disertační práci na téma slunečních vlivů v meteorologii. V rámci svého výzkumu se zabýval také vývojem přístrojové techniky pro pozorování Slunce.
Po založení organizace INTERKOSMOS v roce 1967 vedl práce na přípravě československých kosmických experimentů jako vedoucí oddělení kosmického výzkumu Astronomického ústavu ČSAV. V roce 1984 získal vědeckou hodnost doktora matematicko-fyzikálních věd. Od roku 1992 byl v důchodu.

## Vědecká a popularizační činnost
Boris Valníček působil v Astronomickém ústavu ČSAV, kde dlouhá léta působil jako vedoucí skupiny kosmického výzkumu a je autorem více než 130 vědeckých a odborných publikací. Mezi jeho největší profesní úspěchy patří vedení, organizace a koordinace československého podílu na vesmírném programu Interkosmos, jehož náplní byl astronomický výzkum pomocí družic vysílaných do vesmíru. Pod jeho vedením, organizací a utvořené spolupráci s dalšími československými ústavy a továrnami vznikaly špičkové přístroje, které byly vysílány do vesmíru a stojí za uznávanými světovými objevy a výzkumy. Kromě vysílaných sond, jejichž účelem bylo například měření měkkého rentgenového záření Slunce a pozorování aerosolových vrstev při západu Slunce za Zemí, byl největším úspěchem čs. týmu vedeného Dr. Valníčkem návrh a konstrukce automatických stabilizačních plošin. Cílem těchto plošin bylo umožnit cílený pohled a orientaci na zkoumaný objekt. Byly použity na sondách Vega určených k průzkumu Halleyovy komety a planety Venuše i na orbitální pilotované stanici Mir.
Boris Valníček je autorem několika knih a velkého množství populárně naučných i populárních článků. Jeho tvorbu je možné nalézt například v časopisech Vesmír, Živa a periodiku Britské listy. Býval popularizátor astronomie a kosmického výzkumu v televizi. Komentoval přímé přenosy či záznamy ze startů kosmických lodí do vesmíru, přistání na Měsíci, podílel se na pořadech pro děti Magion. Přispíval ke vzdělávání mládeže prostřednictvím přednášek ve školách, na univerzitách, shromážděních, konferencích, zájmových institucích a na půdách skautských organizací. Byl členem kolektivu autorů, kteří napsali texty pro rozhlasové vysílání, zpracovaných redaktorem Ivo Budilem. Například Rozhlasová univerzita nazvaná „Do blízkého i vzdáleného vesmíru“, či „Základy kosmonautiky“. 
Byl členem České astronomické společnosti.

### Přehled družic a raket pro astronomický výzkum s čs. přístroji[7]
- Interkosmos 1 – start 14. 10. 1969 – fotometr pro měření měkkého rentgenového záření Slunce a optický sluneční fotometr.
- Interkosmos 4 – 14. 10. 1970 – sluneční rentgenový a optický fotometr druhé generace, telemetrický vysílač.
- Vertikal 1 – 28. 11. 1970 – aparatura na zachycování mikrometeoritů.
- Vertikal 2 – 20. 8. 1971 – jako Vertikal 1.
- Interkosmos 6 – 7. 4. 1972 – aparatura na zachycování mikrometeoritů.
- Interkosmos 7 – 30. 6. 1972 – sluneční rentgenový a optický fotometr.
- Mars 4, 5, 6, 7 – 1973–1974 – detektory meteorických částic.
- Interkosmos 11 – 17. 5. 1974 – sluneční rentgenový a optický fotometr.
- Vertikal 3 – 2. 9. 1975 – jako Vertikal 1.
- Interkosmos 13 – 27. 3. 1975 – protonový spektrometr, aparatura pro registraci nízkoenergetických nabitých částic, také geofyzikální přístroje.
- Interkosmos 14 – 11. 12. 1975 – detektor mikrometeoritů, také geofyzikální přístroje.
- Interkosmos 15 – 19. 6. 1976 – technologická zkouška částí aparatur družic druhé generace ASP.
- Interkosmos 16 – 24. 9. 1976 – sluneční rentgenový fotometr se zvýšenou citlivostí, optický fotometr.
- Vertikal 4 – 14. 10. 1976 – jako Vertikal 1.
- Prognoz 5 – 25. 11. 1976 – sluneční rentgenový fotometr pro dlouhodobou činnost.
- Vertikal 5 – 30. 8. 1977 – jako Vertikal 1.
- Prognoz 6 – 22. 9. 1977 – sluneční rentgenový fotometr, přístroj pro výzkum nábojového a izotopového složení kosmického záření, teleskop ke studiu izotopového složení slunečních erupcí.
- Interkosmos 17 – 24. 9. 1977 – automatická stabilizovaná plošina (ASP), přístroj pro výzkum nábojového a izotopového složení kosmického záření, spektrometr částic nízkých energií, laserový odražeč, části aparatury pro registraci mikrometeoritů, také geofyzikální přístroje.
- Prognoz 7 – 30. 10. 1978 – sluneční rentgenový fotometr.
- Vertikal 8 – 1979 – rentgenový sluneční dalekohled.
- Prognoz 8 – 25. 12. 1980 – rentgenový sluneční fotometr.
- Vertikal 9 – 28. 8. 1981 – rentgenový sluneční dalekohled.
- Saljut 7 – 19. 4. 1982 – přístroj EPO-1 na měření absorpce světla hvězd v zemské atmosféře.
- Prognoz 9 – 1. 7. 1983 – sluneční rentgenový fotometr.
- Vertikal 11 – 20. 10. 1983 – rentgenový sluneční dalekohled.
- Vega 1 a 2 – 15. 12. a 21. 12. 1984 – plošina ASP-G.
- Prognoz 10 – 26. 4. 1985 – sluneční rentgenový fotometr, komplex čtyř aparatur pro registraci energetických nabitých částic.
- Mir – 19. 2. 1986 – přístroj EPO-1 na měření absorpce světla hvězd v zemské atmosféře.
- Fobos 1 a 2 – 7. 7. a 12. 7. 1988 – rentgenový sluneční fotometr RF-15, rentgenový sluneční dalekohled Těrek, zaostřovací mechanismus laserového hmotového spektrometru LIMA-D pro průzkum měsíce Phobos.
- Mir-Kvant – 26. 11. 1989 – plošina ASP-G-M pro dálkový průzkum Země a astrofyzikální výzkum.

### Publikované knihy (výběr)
- Byl počátek a bude konec světa? (Osvěta, 1951)
- Pracovní metody soudobé astronomie (ORBIS, 1958)
- Malá astronomická praxe (Mladá Fronta, 1960)
- Co víme o vesmíru- s Kopeckým, Letfusem (Lidová Demokracie 1960)
- Moderní technika v astronomii (Nakladatelství ČSAV, 1964)
- Kosmická velmoc Evropa (ELK, 2003), ISBN 80-86316-40-8
- Klimatické změny (Akcent, 2015), ISBN 978-80-7497-081-8

## Ocenění
Za svoji vědeckou činnost získal mnoho cen. Byl například držitelem různých resortních a oborových medailí, odměn a cen ČSAV. Získal stříbrnou a zlatou medaili ČSAV za zásluhy ve fyzikálních vědách. Byl součástí kolektivu oceněného státní cenou a obdržel také Řád práce za podíl na projektu výroby orientační plošiny pro sondy Vega, které úspěšně doletěly k Halleyově kometě. V roce 2009 obdržel putovní cenu Křišťálová přilba, kterou každoročně uděluje Asociace účastníků kosmických letů (Association of Space Explorers – ASE) jako své nejvyšší vyznamenání.
Při příležitosti 90. jubilea Dr. Valníčka a na počest jeho průkopnické práce byl v roce 2017 pojmenován jeho jménem horizontální spektrograf v laboratoři Slunečního oddělení Astronomického ústavu AV ČR .